# Bridelia microphylla
Bridelia microphylla là một loài thực vật có hoa trong họ Diệp hạ châu. Loài này được Chiov. mô tả khoa học đầu tiên năm 1916.